# Fulvy
Fulvy é uma comuna francesa na região administrativa de Borgonha-Franco-Condado, no departamento de Yonne. Estende-se por uma área de 3,83 km². Em 2010 a comuna tinha 133 habitantes (densidade: 34,7 hab./km²).